# Vans
Vans — американский производитель обуви и предметов одежды для занятий спортом с середины 60-х годов XX века. Первая пара обуви была продана этой компанией в 1966 году. Компания названа в честь своего основателя Пола Ван Дорена. Ван Дорен начал с выпуска парусиновых туфель — слипонов и продажи их в местных магазинах, которые принадлежали самой компании. Яркой чертой обуви Vans стало то, что в классических моделях сочетались лёгкий парусиновый верх с толстой подошвой. Это превратилось в дальнейшем в отличительный элемент стиля Vans. Компания производит также товары для занятий активными видами спорта.

## История
16 марта 1966 года в городе Анахайм (Калифорния), братья Пол Ван Дорен и Джеймс Ван Дорен, Гордон Ли и Серж Делия открыли первый магазин Vans под названием The Van Doren Rubber Company. Полу Ван Дорену и Делие принадлежала основная доля акций, в то время как Джеймс Ван Дорен и Ли владели лишь десятью процентами. В первый день работы магазина утром было продано двенадцать парусиновых туфель, которые в настоящее время известны как «подлинные». Компания представила три типа обуви по цене от 2,49 до 4,99 долларов, но в день открытия в магазине в наличии были только макеты обуви, однако двенадцать покупателей согласились вернуться в магазин позже, чтобы забрать свои заказы. Пол Ван Дорен и Гордон Ли бросились на завод, чтобы изготовить выбранную покупателями обувь. По возвращении клиентов Пол Ван Дорен и Ли поняли, что у них нет сдачи, чтобы рассчитаться с покупателями. Клиенты получили обувь, но их попросили, чтобы те заплатили на следующий день. Все двенадцать покупателей вернулись на следующий день и заплатили за свою обувь.
В 1979 году компания выпустила на рынок знаменитую линейку обуви Vans Slip-On. Её масштабный успех способствовал расширению дистрибьюторской сети компании. Обувь бренда начала продаваться не только в собственных розничных магазинах, но и в торговых центрах и у розничных продавцов по всей территории Соединённых Штатов. Вскоре компания столкнулась с проблемой дешевых подделок популярных Slip-On, поэтому была вынуждена снижать цены. Высокие затраты на оплату труда, на открытие новых магазинов и на поддержание вариативности в линейке продукции привели компанию к банкротству в 1984 году с суммой долга в 12 млн долларов. Через два года компания рассчиталась с долгами и вновь вернулась в бизнес.
В 1988 году Пол Ван Дорен продал компанию McCown De Leeuw & Co. Paul за 74,4 млн долларов. В 2000 году Vans начал перевыпуск своих старых моделей обуви, возродив стиль ретро, и бизнес стремительно взлетел. В 2004 году VF Corporation приобрела Vans за 396 млн долларов, Vans входит в «большую четвёрку» брендов VF наряду с The North Face, Timberland и Dickies.
В 2011 году объём продаж Vans впервые превысил 1 млрд долларов. В 2015-м продажи составили 2,2 млрд долларов.

## Warped Tour
Warped Tour — гастролирующий фестиваль музыки и экстремального спорта. Фестиваль проводится в таких местах, как поля и автостоянки, на которых возводятся сцена и другие структуры. Vans выступает спонсором фестиваля каждый год с 1995 года, и фестиваль часто называют Vans Warped Tour.